# Silene lineata
Silene lineata är en nejlikväxtart som beskrevs av Pierre Edmond Boissier och Buhse. Silene lineata ingår i släktet glimmar, och familjen nejlikväxter. Inga underarter finns listade i Catalogue of Life.